# سفارة النرويج في أذربيجان
سفارة النرويج في أذربيجان هي أرفع تمثيل دبلوماسي لدولة النرويج لدى أذربيجان. تقع السفارة في باكو وهي تهدف لتعزيز المصالح النرويجية في أذربيجان.

## وصلات خارجية
- قائمة سفارات النرويج
- قائمة السفارات في أذربيجان